# Jan Żalplachta
Jan Żalplachta vel Zapałowicz (ur. 1834, zm. w lipcu 1894 w Bukareszcie) – oficer austriacki w stopniu majora, organizator i dowódca w powstaniu styczniowym,

## Życiorys
Syn Antoniego i Elżbiety ze Szmerglewskich. Od 1852 w armii austriackiej, podporucznik artylerii. Dowódca oddziału w powstaniu styczniowym, pod rozkazami Leona Czechowskiego  i  dowódca batalionu. W maju 1863  staraniem Komitetu Wschodniej Galicji powstał Oddział Lwowski, którego dowództwo powierzono Zapałowiczowi. 13 maja oddział ten wkroczył do Królestwa. W trakcie marszu w Lubelskiem oddział Jana Żalplachty połączył się z oddziałem Jana Czerwińskiego i Leszka Wiśniewskiego. Zapałowicz został mianowany przez gen. Józefa Wysockiego dowódcą piechoty zgrupowania. 19 maja zgrupowanie powstańcze Zapałowicza zajęło Tyszowce, pod tym miastem rozegrała się bitwa z Rosjanami, których wojska zostały odparte przez powstańców.  Następnego dnia siły powstańcze mjr. Zapałowicza przesunęły się w lasy między wsiami Mołożów, Stara Wieś, Tuczapy i Miętkie. W ślad za nimi podążyły oddziały rosyjskie, wzmocnione przez nowe jednostki ściągnięte z Zamościa. Sytuacja powstańców była trudna. 19 maja 1863 około godz. 11.00, Rosjanie rozpoczęli natarcie. Wojska polskie zdołały odeprzeć siły wroga, ale na skutek nieumiejętnie przeprowadzonego manewru odwrotowego zostały podzielone i zmuszone do odwrotu w granice Galicji.
2 lipca 1863 Jan Żalplachta brał udział w wyprawie na Wołyń jako podkomendny Franciszka Horodyńskiego. Po powstaniu więziony przez Austriaków. Osiadł w Rumunii, gdzie był współtwórcą Asociației de Ajutor Reciproc a Polonezilor (Towarzystwo Wzajemnej Pomocy Polaków).
Zmarł w Bukareszcie w lipcu 1894, pochowany na Cmentarzu Łyczakowskim we Lwowie.